# Italian Open 2018 (теніс)
Italian Open 2018 (також відомий під назвою Rome Masters 2018 і спонсорською назвою Internazionali BNL d'Italia 2018) — професійний тенісний турнір, що проходив на відкритих кортах з ґрунтовим покриттям Foro Italico в Римі (Італія). Тривав з 14 до 20 травня 2018 року. Це був 75-й за ліком Italian Open. Належав до серії Мастерс у рамках Туру ATP 2018, а також серії Premier 5 в рамках Туру WTA 2018.

## Очки і призові

### Нарахування очок
| Дисципліна                 | П    | Ф   | ПФ  | ЧФ  | 1/8 | 1/16 | 1/32 | Q   | Q2  | Q1  |
| Чоловіки, одиночний розряд | 1000 | 600 | 360 | 180 | 90  | 45   | 10   | 25  | 16  | 0   |
| Чоловіки, парний розряд    | 1000 | 600 | 360 | 180 | 90  | 10   | Н/Д  | Н/Д | Н/Д | Н/Д |
| Жінки, одиночний розряд    | 900  | 585 | 350 | 190 | 105 | 60   | 1    | 30  | 20  | 1   |
| Жінки, парний розряд       | 900  | 585 | 350 | 190 | 105 | 1    | Н/Д  | Н/Д | Н/Д | Н/Д |

### Призові гроші
| Дисципліна                 | П        | F        | ПФ       | ЧФ       | 1/8     | 1/16    | 1/32    | Q2     | Q1     |
| Чоловіки, одиночний розряд | €935,385 | €458,640 | €230,830 | €117,375 | €60,945 | €32,135 | €17,350 | €4,000 | €2,040 |
| Жінки, одиночний розряд    | €507,100 | €253,425 | €126,590 | €58,313  | €28,910 | €14,840 | €7,627  | €4,245 | €2,184 |
| Чоловіки, парний розряд    | €289,670 | €141,820 | €71,130  | €35,510  | €18,870 | €9,960  | Н/Д     | Н/Д    | Н/Д    |
| Жінки, парний розряд       | €145,167 | €73,322  | €36,293  | €18,269  | €9,227  | €4,572  | Н/Д     | Н/Д    | Н/Д    |

## Учасники основної сітки в рамках чоловічого турніру

### Сіяні пари
Нижче подано список сіяних гравців. Посів ґрунтується на рейтингу ATP станом на 7 травня 2018. Рейтинг і очки перед наведено на 14 травня 2018.
| Сіяний | Рейтинг | Гравець                | Очки перед | Очки, що захищає | Очки здобуті | Очки після | Підсумок                                        |
| ------ | ------- | ---------------------- | ---------- | ---------------- | ------------ | ---------- | ----------------------------------------------- |
| 1      | 2       | Рафаель Надаль         | 7,950      | 180              | 1000         | 8,770      | Чемпіон, — Олександр Звєрєв [2]                 |
| 2      | 3       | Олександр Звєрєв       | 6,015      | 1,000            | 600          | 5,615      | Фіналіст, його переміг Рафаель Надаль [1]       |
| 3      | 4       | Григор Димитров        | 4,870      | 10               | 10           | 4,870      | 2-ге коло, його переміг Кей Нісікорі            |
| 4      | 5       | Марин Чилич            | 4,770      | 180              | 360          | 4,950      | півфінал, його переміг Олександр Звєрєв [2]     |
| 5      | 6       | Хуан Мартін дель Потро | 4,540      | 180              | 90           | 4,450      | 3 коло знявся проти Давід Ґоффен [9]            |
| 6      | 8       | Домінік Тім            | 3,545      | 360              | 10           | 3,195      | 2-ге коло, його переміг Фабіо Фоніні            |
| 7      | 7       | Кевін Андерсон         | 3,660      | 35               | 10           | 3,635      | 2-ге коло знявся проти Аляж Бедене              |
| 8      | 9       | Джон Ізнер             | 3,305      | 360              | 10           | 2,955      | 2-ге коло, його переміг Альберт Рамос Віньйолас |
| 9      | 10      | Давід Ґоффен           | 2,930      | 90               | 180          | 3,020      | чвертьфінал, його переміг Олександр Звєрєв      |
| 10     | 11      | Пабло Карреньо Буста   | 2,280      | 45               | 180          | 2,415      | чвертьфінал, його переміг Марин Чилич [4]       |
| 11     | 18      | Новак Джокович         | 1,905      | 600              | 360          | 1,665      | півфінал, його переміг Рафаель Надаль [1]       |
| 12     | 12      | Сем Кверрі             | 2,220      | 90               | 10           | 2,140      | 1 коло, його переміг Петер Гойовчик             |
| 13     | 14      | Джек Сок               | 2,155      | 90               | 45           | 2,110      | 2-ге коло, його переміг Філіпп Кольшрайбер      |
| 14     | 15      | Дієго Шварцман         | 2,130      | 10               | 45           | 2,165      | 2-ге коло, його переміг Бенуа Пер               |
| 15     | 17      | Томаш Бердих           | 1,980      | 90               | 10           | 1,900      | 1 коло, його переміг Денис Шаповалов            |
| 16     | 16      | Люка Пуй               | 1,995      | 10               | 45           | 2,030      | 2-ге коло, його переміг Кайл Едмунд             |

Учасники, що були сіяні, але знялись з турніру.
| Рейтинг | Гравець               | Очки перед | Очки, що захищає | Очки після | Причина          |
| ------- | --------------------- | ---------- | ---------------- | ---------- | ---------------- |
| 1       | Роджер Федерер        | 9,670      | 0                | 8,670      | Розклад          |
| 13      | Роберто Баутіста Аґут | 2,210      | 10               | 2,120      | особисті причини |

### Інші учасники
Нижче наведено учасників, які отримали вайлд-кард на участь в основній сітці:
- Маттео Берреттіні
- Марко Чеккінато
- Андреас Сеппі
- Lorenzo Sonego

Нижче наведено гравців, які пробились в основну сітку через стадію кваліфікації:
- Filippo Baldi
- Ніколоз Басілашвілі
- Федеріко Дельбоніс
- Ніколас Джаррі
- Малік Джазірі
- Френсіс Тіафо
- Стефанос Ціціпас

### Відмовились від участі
До початку турніру
- Роберто Баутіста Аґут → його замінив  Стів Джонсон
- Чон Хьон → його замінив  Олександр Долгополов
- Роджер Федерер → його замінив  Денис Шаповалов
- Філіп Країнович → його замінив  Аляж Бедене
- Нік Киріос → його замінив  Раян Гаррісон
- Енді Маррей → його замінив  Леонардо Маєр
- Мілош Раоніч → його замінив  Петер Гойовчик
- Андрій Рубльов → його замінив  Данило Медведєв
- Жо-Вілфрід Тсонга → його замінив  Бенуа Пер

## Учасники основної сітки в парному розряді

### Сіяні пари
| Країна          | Гравець               | Країна    | Гравець            | Рейтинг1 | Сіяний |
| --------------- | --------------------- | --------- | ------------------ | -------- | ------ |
| Польща          | Лукаш Кубот           | Бразилія  | Марсело Мело       | 3        | 1      |
| Австрія         | Олівер Марах          | Хорватія  | Мате Павич         | 7        | 2      |
| США             | Боб Браян             | США       | Майк Браян         | 10       | 3      |
| Фінляндія       | Генрі Контінен        | Австралія | Джон Пірс          | 15       | 4      |
| Велика Британія | Джеймі Маррей         | Бразилія  | Бруно Соарес       | 27       | 5      |
| Колумбія        | Хуан Себастьян Кабаль | Колумбія  | Роберт Фара        | 37       | 6      |
| Індія           | Роган Бопанна         | Франція   | Едуар Роже-Васслен | 44       | 7      |
| Іспанія         | Фелісіано Лопес       | Іспанія   | Марк Лопес         | 46       | 8      |

- Рейтинг подано станом на 7 травня 2018.

### Інші учасники
Нижче наведено пари, які отримали вайлдкард на участь в основній сітці:
- Сімоне Болеллі /  Фабіо Фоніні
- Julian Ocleppo /  Andrea Vavassori

Наведені нижче пари отримали місце як заміна:
- Пабло Карреньо Буста /  Жуан Соуза

### Відмовились від участі
До початку турніру
- Боб Браян

## Учасниці основної сітки в рамках жіночого турніру

### Сіяні пари
| Країна     | Гравчиня             | Рейтинг1 | Сіяна |
| ---------- | -------------------- | -------- | ----- |
| Румунія    | Сімона Халеп         | 1        | 1     |
| Данія      | Каролін Возняцкі     | 2        | 2     |
| Іспанія    | Гарбінє Мугуруса     | 3        | 3     |
| Україна    | Еліна Світоліна      | 4        | 4     |
| Латвія     | Олена Остапенко      | 5        | 5     |
| Чехія      | Кароліна Плішкова    | 6        | 6     |
| Франція    | Каролін Гарсія       | 7        | 7     |
| США        | Вінус Вільямс        | 8        | 8     |
| США        | Слоун Стівенс        | 9        | 9     |
| Чехія      | Петра Квітова        | 10       | 10    |
| Німеччина  | Анджелік Кербер      | 11       | 11    |
| США        | Коко Вандевей        | 13       | 12    |
| США        | Медісон Кіз          | 14       | 13    |
| Росія      | Дарія Касаткіна      | 15       | 14    |
| Латвія     | Анастасія Севастова  | 17       | 15    |
| Австралія  | Ешлі Барті           | 18       | 16    |
| Словаччина | Магдалена Рибарикова | 19       | 17    |

- Рейтинг подано станом на 7 травня 2018.

### Інші учасниці
Нижче наведено учасниць, які отримали вайлд-кард на участь в основній сітці:
- Сара Еррані
- Камілла Розателло
- Франческа Ск'явоне
- Саманта Стосур
- Роберта Вінчі

Такі учасниці отримали право на участь завдяки захищеному рейтингові:
- Вікторія Азаренко
- Лаура Зігемунд

Нижче наведено гравчинь, які пробились в основну сітку через стадію кваліфікації:
- Деніелл Коллінз
- Полона Герцог
- Сє Шувей
- Кая Канепі
- Айла Томлянович
- Алісон ван Ейтванк
- Донна Векич
- Наталія Віхлянцева

Такі тенісистки потрапили в основну сітку як Щасливі лузери:
- Заріна Діяс
- Александра Крунич
- Арина Соболенко

### Відмовились від участі
До початку турніру
- Алізе Корне → її замінила  Олена Весніна
- Юлія Гергес → її замінила  Тімеа Бабош
- Петра Квітова → її замінила  Александра Крунич
- Катерина Макарова → її замінила  Арина Соболенко
- Елісе Мертенс → її замінила  Марія Саккарі
- Серена Вільямс → її замінила  Заріна Діяс

Під час турніру
- Медісон Кіз

## Учасниці основної сітки в парному розряді

### Сіяні пари
| Країна            | Гравчиня                  | Країна     | Гравчиня                   | Рейтинг1 | Сіяна |
| ----------------- | ------------------------- | ---------- | -------------------------- | -------- | ----- |
| Росія             | Катерина Макарова         | Росія      | Олена Весніна              | 4        | 1     |
| Чехія             | Андреа Сестіні-Главачкова | Чехія      | Барбора Стрицова           | 17       | 2     |
| Угорщина          | Тімеа Бабош               | Франція    | Крістіна Младенович        | 18       | 3     |
| Канада            | Габріела Дабровскі        | КНР        | Сюй Їфань                  | 25       | 4     |
| Китайський Тайбей | Латіша Чжань              | США        | Бетані Маттек-Сендс        | 32       | 5     |
| Чехія             | Барбора Крейчикова        | Чехія      | Катерина Сінякова          | 33       | 6     |
| Словенія          | Андрея Клепач             | Іспанія    | Марія Хосе Мартінес Санчес | 34       | 7     |
| Австралія         | Ешлі Барті                | Нідерланди | Демі Схюрс                 | 35       | 8     |

- Рейтинг подано станом на 7 травня 2018.

### Інші учасниці
Нижче наведено пари, які отримали вайлдкард на участь в основній сітці:
- Дебора К'єза /  Аліче Матеуччі
- Сара Еррані /  Мартіна Тревізан
- Ольга Савчук /  Еліна Світоліна

Наведені нижче пари отримали місце як заміна:
- Джоанна Конта /  Ч Шуай

### Відмовились від участі
До початку турніру
- Катерина Макарова

Під час турніру
- Медісон Кіз

## Переможці та фіналісти

### Одиночний розряд, чоловіки
- Рафаель Надаль —  Олександр Звєрєв, 6–1, 1–6, 6–3[2]

### Одиночний розряд, жінки
- Еліна Світоліна —  Сімона Халеп, 6–0, 6–4[3]

### Парний розряд, чоловіки
- Хуан Себастьян Кабаль /  Роберт Фара  —  Пабло Карреньо Буста /  Жуан Соуза, 3–6, 6–4, [10–4]

### Парний розряд, жінки
- Ешлі Барті /  Демі Схюрс —  Андреа Сестіні-Главачкова /  Барбора Стрицова, 6–3, 6–4